# Mimetes hottentoticus
Mimetes hottentoticus  (лат.) — вид растений рода Mimetes семейства Протейные. Вечнозелёный прямостоящий крупный кустарник высотой 1,5—3 м. Имеет серебристые широкие яйцеобразные листья либо яйцеобразные листья с тремя небольшими зубцами, собранными у оконечности листа. Соцветие цилиндрической формы оканчивается пучком меньших относительно прямостоящих серебристых или розоватых листьев. Каждое цветочная головка состоит из 8—12 отдельных вертикальных параллельных красных пестиков, упирающихся в лист, поддерживающий следующий цветок. Столбик пестика оканчивается короткой белой зоной с черноватым рыльцем. Может цвести с января по март, а некоторые — до мая. Цветок называют серебряная пагода. Эндемики финбоша Капской области Южной Африки, встречающийся исключительно на горной гряде Когельберг.

## Ареал, местообитание и экология
Известны три отдельные популяции M. hottentoticus, расположенные на пике Когельберг, на высоте 1000—1250 м. Кустарник растёт на торфяных полянах на кислых песчаных почвах, бедных питательными веществами, выбираемыми из кварцита, среди других видов финбос, таких как травы семейства рестиевые Elegia mucronata, Brunia alopecuroides и Erica desmantha. Эта местность отличается постоянной влажностью со средним годовым количеством осадков более 2000 мм. Зимой здесь частые дожди с северо-западным ветром, а летом — частые туманы от морских ветров с юго-востока.
Цветы вида опыляются птицами, цветение — с января по май с пиком в феврале. Плоды созревают примерно через полгода после цветения и падают на землю. Их собирают местные муравьи, которые несут фрукты в своё подземное гнездо, где поедают сочную часть семян, муравьный хлеб, а семена остаются защищёнными. Семена впоследствии прорастают после полевого пожара. Сами растения в пожары не выживают.

## История изучения
Образец вида был впервые собран Томасом Пирсоном Стокоэ, который нашёл вид в ноябре 1921 года. В феврале 1922 года он вновь посетил то же место и собрал цветущие образцы. Вид был описан в 1923 году южно-африканскини ботаниками Эдвином Перси Филлипсом и Джоном Хатчинсоном, которые назвали вид Mimetes hottentoticus.
Вид hottentoticus назван по месту, близкому к ареалу растения в  Hottentots Holland Mountains.